# Il corsaro rosso
Il Corsaro Rosso è un romanzo d'avventura scritto da Americo Greco, ma pubblicato a firma di Omar Salgàri (quarto e ultimo figlio di Emilio Salgari), originariamente uscito per i tipi della Casa Editrice Impero nel 1944.
Rientra quindi tra i numerosi “romanzi apocrifi” pubblicati dopo la morte di Emilio Salgari, e precisamente tra quelli della serie de I corsari delle Antille, aventi come protagonista il personaggio del Corsaro Nero (Emilio di Roccabruna, signore di Ventimiglia) e i suoi fratelli e discendenti.
Ne Il Corsaro Rosso il protagonista è Rolando di Roccabruna, terzo dei quattro figli del Conte di Ventimiglia, dopo Umberto ed Emilio, e prima di Consalvo, il Corsaro Verde. Suo figlio Enrico è invece il protagonista de Il figlio del Corsaro Rosso, scritto da Emilio Salgari e pubblicato nel 1908.

## Antefatto
L’antefatto del romanzo è narrato nel capitolo 18 de Il Corsaro Nero.
Siamo alla fine del XVII secolo, nel corso della guerra delle Fiandre fra Francia e Spagna. Durante l'assedio di una fortezza sulla Schelda, gli spagnoli corrompono il duca fiammingo Wan Guld,perché tradisca i suoi commilitoni italo-francesi. Il Duca riesce nel suo piano diabolico e uccide il maggiore dei quattro fratelli della casa di Ventimiglia. Gli altri tre fratelli riescono a sfuggire al massacro degli spagnoli. Decisi a ottenere vendetta, i tre fratelli inseguono Wan Guld nei Caraibi,dove questi ha ottenuto dal re di Spagna un ruolo di governatore coloniale, e per combatterlo si uniscono alla Filibusteria, diventando il Corsaro Nero, Rosso e Verde.

## Trama
Tornati in Italia (nell'allora Ducato di Savoia, che includeva il Piemonte e parte della Provenza), i tre giovani fratelli di Roccabruna, studiano un piano per l’agognata vendetta. Il primo passo è scoprire dove si sia rifugiato Wan Guld; a questo scopo Rolando viene incaricato di recarsi, in incognito, a Parigi, per cercare informazioni, accompagnato da due fedeli servitori: Orazio e Gualtiero, detto Braccio di Ferro per la forza erculea.
In cerca di un alloggio all’altezza del suo rango, Rolando acquista un appartamento dalla nobildonna Anna di Bramante Verdier, vedova del duca fiammingo di Bramante. Tra i due giovani scocca la scintilla dell’amore, cosa che scatena la furiosa gelosia del malvagio baronetto inglese Sir Windor, i cui intrighi portano alla cattura di Gualtiero, che sotto tortura rivela l’identità del padrone e lo scopo della sua venuta a Parigi: trovare il duca Wan Guld. Con le sue macchinazioni, l’inglese riesce a far prigioniero Rolando, che viene però liberato e salvato, durante l’attraversamento del canale della Manica, dal fido Orazio, e fa prigioniera anche la duchessa, che viene liberata da Rolando, che nell’occasione uccide in leale duello il baronetto malefico.
Da Anna Rolando apprende che il duca Wan Guld è stato ricompensato dagli spagnoli con la nomina a governatore della ricca colonia sudamericana di Maracaibo.
I due giovani raggiungono l'Italia, dove la storia d'amore è coronata da uno splendido matrimonio, a cui però fa seguito una tragedia, quando Anna muore nel dare alla luce il figlio Enrico.
I fratelli di Ventimiglia, terminati i loro piani di vendetta, raggiungono Bordeaux, dove acquistano tre navi da corsa ed arruolano equipaggi idonei al loro progetto di darsi alla pirateria nei mari caraibici per trarre vendetta di Wan Guld: diventeranno famosi per le loro preferenze di colore dell'abbigliamento, Emilio sarà il Corsaro Nero, Rolando il Corsaro Rosso, Consalvo il Corsaro Verde. Quest'ultimo viene raggiunto a Bordeaux dalla sua fidanzata, Aida, figlia del marchese di San Secondo, con cui convola a nozze prima della partenza dalla Francia.
Intanto Rolando affianca ai suoi fidi Orazio e Gualtiero altri due personaggi di rilievo, il biscaglino Carmaux e l'amburghese Wan Stiller, simpatici sbruffoni e attaccabrighe, ma anche coraggiosi e abilissimi nei combattimenti.
Tenuti d'occhio dai francesi, i tre corsari dovranno compiere la prima impresa nel superare il blocco navale della flotta francese posto all'estuario della Gironda.
Raggiunta l'isola della Tortuga, capitale della Filibusteria anti-spagnola, i Roccabruna fanno la conoscenza di diversi personaggi di spicco, tra cui il formidabile Olonese. Quindi Il Corsaro Nero ed il Verde partono per una prima missione, bordeggiare nei pressi di Maracaibo per ottenere notizie su Wan Guld ed eventualmente provocarne la reazione.
Rimasto alla Tortuga, nel corso di una serata di festeggiamenti dei pirati, con colossali mangiate e bevute, Rolando assiste ad una drammatica partita con le carte tra l'Olonese e il pirata inglese Woode, in cui l'Olonese perde tutto, compresa la sua nave. Interviene allora Rolando, che nel gioco delle carte ha una incredibile fortuna, che gli permette di vincere a sua volta la nave dell'Olonese edi rovinare Woode.
In realtà Rolando non ha intenzione di mantenere il possesso della nave dell'Olonese, gliela restituisce assicurandosi l'eterna gratitudine del pirata.
Fu la volta del Corsaro Rosso e dell'Olonese di lasciare la Tortuga e di mettersi in caccia. Dopo pochi giorni le navi dei due si imbattono in altre due navi, che si rivelano essere quelle degli inglesi Woode e del suo amico Rogers, i quali sono già sospettati dall'Olonese di essere spie al soldo del governo inglese.
Segue un combattimento breve e non conclusivo, durante il quale l'Olonese, nel tentativo di abbordaggio della nave di Woode, viene fatto prigioniero da quest'ultimo e sottoposto a tortura per avere informazioni sia sulla consistenza effettiva delle forze della Filibusta che sul luogo dove sono nascosti i tesori dei pirati. L'Olonese non cede alla tortura ed è sul punto di morire quando il ritorno della nave del Corsaro Rosso fa riaccendere la battaglia.
Le navi del Corsaro Rosso e dell'Olonese si sono già liberate della seconda nave inglese, quella di Rogers, e anche la nave di Woode è destinata ad essere abbordata. Gli inglesi vengono sopraffatti, e Woode muore nel duello con Rolando di Roccabruna. L'Olonese viene salvato all'ultimo momento.
Al loro ritorno alla Tortuga, una notizia sconvolgente attende Rolando. È suo fratello Emilio a raccontargli di come Consalvo, nel tentativo di entrare in Maracaibo e catturare Wan Guld, sia stato invece sconfitto, catturato ed impiccato. Al Corsaro Nero non era rimasto che recuperare il cadavere e dargli sepoltura in mare.
Viene quindi formulato un nuovo piano d'azione: il Corsaro Rosso, assieme all'Olonese ed altri capi della Filibusta, porterà un attacco deciso a Maracaibo, mentre il Corsaro Nero, alla Tortuga, organizzerà una seconda forza d'assalto.
Purtroppo una violenta tempesta tropicale, scoppiata poco prima dell'assalto, fa fallire il tentativo e porta al naufragio della nave del Corsaro Rosso, costretto a sbarcare con pochi seguaci in una terra poco conosciuta e ostile, tra i pericoli delle truppe spagnole che lo cercano e quelli dei selvaggi indigeni Caribe, poco inclini ad accettare la presenza di uomini bianchi.
Nel frattempo le altre due navi della Tortuga ingaggiano una battaglia con navi da guerra spagnole, e nonostante alcuni successi, l'Olonese è costretto a fare ritorno alla Tortuga, dove informa il Corsaro Nero dell'accaduto. Emilio decide di partire immediatamente, con il suo equipaggio ed il suo luogotenente Henry Morgan.
Nelle selve caraibiche, Rolando ed il suo pugno di uomini combattono valorosamente gli spagnoli,ma la disparità delle forze in campo non lascia dubbi sull'esito dei combattimenti: Rolando viene fatto prigioniero, assieme ai suoi quattro fidi aiutanti, e condannato da Wan Guld all'impiccagione, come già avvenuto per il Corsaro Verde. Ma Carmaux e Wan Stiller, chiusi nella stessa cella, sfruttano la loro astuzia e la dabbenaggine di un paio di carcerieri spagnoli per evadere dalle segrete, senza poter far nulla per il Corsaro Rosso.
Mentre a Maracaibo si compie il destino del Corsaro Rosso, Carmaux e Wan Stiller si allontanano dalla città, fino ad imbattersi in un erculeo nero che vive in una misera capanna e fa di mestiere l'incantatore di serpenti. Moko, questo è il suo nome, odia gli spagnoli ed ha avuto modo di conoscere il Corsaro Verde, per cui stringe immediatamente alleanza con i due filibustieri, e li aiuta a raggiungere la costa, dove i due hanno nascosto una scialuppa sottratta agli spagnoli.
A bordo di questa scialuppa, Carmaux e Wan Stiller prendono il mare e poco dopo incontrano la nave del Corsaro Nero, a cui raccontano i tristi eventi di cui sono stati protagonisti e testimoni.
La conclusione del romanzo si allaccia direttamente all'inizio de Il Corsaro Nero.

## Temi del romanzo

### Cronologia
In genere i romanzi salgariani hanno una loro cronologia degli eventi storici del tutto svincolata dalla storiografia ufficiale, inutile cercare di riconciliare la narrazione con le date della guerra franco-spagnola, con le vite dell'Olonese o di Henry Morgan, con gli assalti dei pirati a Maracaibo.
La storia è per Salgari, e per i suoi continuatori, un fondale dei cui particolari nond è necessario curarsi.

### Gli inglesi
Il romanzo viene scritto e pubblicato in epoca fascista, durante i primi anni della Seconda Guerra Mondiale, in cui gli inglesi erano i nemici per antonomasia.
Non è un caso che ci siano tra i personaggi diversi inglesi cattivissimi ed infami, e che l'imperialismo inglese (e il suo dominio sui mari) sia dipinto come una manifestazione di arroganza e volontà di mantenere in soggezione le altre nazioni.

### Continuità della serie
La principale incongruenza di questo apocrifo con la serie originale dei corsari delle Antille è rappresentata dal mancato incontro e matrimonio tra Rolando e la figlia del Gran Cacico del Darien, da cui nascerà Ines, la contessina di Ventimiglia, che si incontra nel romanzo Gli ultimi filibustieri, scritto da Emilio Salgari e pubblicato nel 1908.

## Edizioni
- Omar Salgari, Il Corsaro Rosso, Carroccio Editore, 1964.